# Glipa australiasis
Glipa australiasis es una especie de coleóptero de la familia Mordellidae.